# اچ‌ام‌اس ئی۵۶
اچ‌ام‌اس ئی۵۶ (به انگلیسی: HMS E56) یک زیردریایی بود که طول آن ۱۸۱ فوت (۵۵ متر) بود. این زیردریایی در سال ۱۹۱۶ ساخته شد.